# Џанико
Џанико је насеље у Италији у округу Бреша, региону Ломбардија.
Према процени из 2011. у насељу је живело 2137 становника. Насеље се налази на надморској висини од 237 м.

## Становништво
| 1951. | 1961. | 1971. | 1981. | 1991. | 2001. | 2011. |
| ----- | ----- | ----- | ----- | ----- | ----- | ----- |
| 1.307 | 1.338 | 1.475 | 1.638 | 1.768 | 1.924 | 2.196 |